# Giōrgos Kalaitzīs
Giōrgos Kalaitzīs (in greco Γιώργος Καλαϊτζής?; Volo, 29 agosto 1976) è un ex cestista greco.

## Carriera
Con la Grecia ha disputato i Campionati mondiali del 1998 e tre edizioni dei Campionati europei (1997, 1999, 2001).

## Palmarès
- Campionato greco: 8

Panathinaikos: 1997-98, 1998-99, 1999-2000, 2000-01, 2002-03, 2003-04, 2004-05, 2005-06
- Coppa di Grecia: 3

Panathinaikos:	2002-03, 2004-05, 2005-06
- Coppa dei Campioni - Eurolega: 2

Panathinaikos: 1999-2000, 2001-02